# 15276 Diebel
15276 Diebel è un asteroide della fascia principale. Scoperto nel 1991, presenta un'orbita caratterizzata da un semiasse maggiore pari a 2,7749229 au e da un'eccentricità di 0,1760725, inclinata di 16,14644° rispetto all'eclittica.
L'asteroide è dedicato all'astronomo amatoriale statunitense John Diebel.